# 78式戦車回収車
78式戦車回収車（ななはちしきせんしゃかいしゅうしゃ）は、陸上自衛隊の装備の一つで74式戦車の車体を流用した戦車回収車である。

## 概要
74式戦車の導入に伴って開発された車両で、戦後の国産戦車回収車としては70式戦車回収車に次いで2車種目にあたる。74式戦車の車体を流用してブームクレーンや各種の回収/整備機材を搭載したもので、1978年（昭和53年）に制式採用され、約50両が生産された。技術研究本部による開発であり、三菱重工が製造した。
後方支援部隊や武器学校等に配備されている。
74式戦車より重くなった90式戦車を回収するには78式戦車回収車では能力不足であるため、90式戦車を基に90式戦車回収用の90式戦車回収車が開発された。
2011年東北地方太平洋沖地震による福島第一原子力発電所事故の対応作業上、障害となるがれきの除去のため、駒門駐屯地より74式戦車2両と共に支援用の78式戦車回収車1両がJヴィレッジに派遣され待機していたが、後に遠隔操作重機が投入され、実際に作業を行うことなく撤収した。
戦車だけでなく、99式自走155mmりゅう弾砲、MLRS、87式自走高射機関砲等の支援にも用いられているほか、74式戦車の退役に伴い、16式機動戦闘車の回収にも使用されている。

## 特徴
車体前部右側にブームクレーン、車体前面にはウインチを装備し、車体前部左側は戦闘室となっている。自衛用に戦闘室天面には12.7mm重機関銃 1丁を搭載し、車体前面に74式60mm発煙弾発射筒を3連装で左右に装備している。車体前面下部にはドーザープレートを装備するが、これは主に作業時の駐鋤（ちゅうじょ、スペード）として車体を安定させるために用いられる。クレーンは20トン、ウインチは38トンの吊り上げ/牽引能力を持つ。車体後部上面のエンジンデッキ上には、予備、もしくは故障/損傷車両から取り外したパワーパックなどを搭載して運搬することが可能である。
74式戦車と同じく油気圧式懸架装置を備えており、作業の際には車高を下げることによって重心位置を下げ、安定した作業を行うことができる。変速装置は6速セミオートマチックであるがクラッチがあり、クラッチは一速と後退へ変速する際に使用する。
2009年（平成21年）の陸上自衛隊「協同転地演習」では、本来鉄道輸送を前提としていない78式が、その履帯を取り外した状態で、JR貨物の機材輸送列車にて、試験的に鉄道輸送された（往路のみ）

## 登場作品

### 映画
『ゴジラ』
晴海埠頭での陸上自衛隊部隊の集結場面で登場。
また、上記の映像はゲーム『ゴジラ〜列島震撼〜』に登場する修理ユニット「車両強化車」のステータス画面でも使用されているが、ゲーム中の車両強化車はオリジナルの6輪の装輪車両となっている。

### 漫画
『ゲート 自衛隊 彼の地にて、斯く戦えり』
特地の駐屯地内に、91式戦車橋とともに駐車されている。